# Hesperinghausen
Hesperinghausen ist ein Ortsteil der Stadt Diemelstadt im nordhessischen Landkreis Waldeck-Frankenberg.

## Geografische Lage
Hesperinghausen liegt im Westen von Diemelstadt an der Grenze zu Nordrhein-Westfalen im sogenannten Roten Land. Nördlich vom Dorf liegen das Naturschutzgebiet Büchenberg und Platzberg bei Hesperinghausen und das Landschaftsschutzgebiet Büchenberg und Platzberg bei Hesperinghausen.

## Geschichte

### Ortsgeschichte
Das Dorf ist wahrscheinlich um 500 n. Chr. entstanden.
Die älteste bekannte schriftliche Erwähnung von Hesperinghausen erfolgte unter dem Namen Helmeringhusen im Jahr 1046 in einer Urkunde der Propstei Marsberg. Diese Urkunde ist eine Abschrift aus dem 17. Jahrhundert. Im Original erhalten ist eine Urkunde der Propstei aus dem Jahr 1246 in der Hesmarinchusen erwähnt wird.
Im 18. Jahrhundert siedelten sich Bergleute im Ort an, die in den nahegelegenen Kupfergruben arbeiteten. Die letzte Grube in Marsberg wurde 1945 geschlossen.
1996 fand das Dorfjubiläum „750 Jahre Hesperinghausen“ statt. Zehn Jahre später (2006) fand ein Fest mit dem Namen  „750 + 10“ statt, das an das jährliche Erntedankfest anknüpfte.
Hessische Gebietsreform (1970–1977)
Zum 31. Dezember 1971 wurde die bis dahin selbständige Gemeinde Hesperinghausen im Zuge der Gebietsreform in Hessen auf freiwilliger Basis in die Stadt Diemelstadt eingegliedert.
Für Hesperinghausen, wie für alle durch die Gebietsreform nach Diemelstadt eingegliederten Gemeinden, wurde ein Ortsbezirk mit Ortsbeirat und Ortsvorsteher nach der Hessischen Gemeindeordnung eingerichtet.

### Verwaltungsgeschichte im Überblick
Die folgende Liste zeigt die Staaten bzw. Herrschaftsgebiete und deren untergeordnete Verwaltungseinheiten, in denen Hesperinghausen lag bzw. liegt:
- vor 1557: Heiliges Römisches Reich, Grafschaft Waldeck, Amt Eilhausen
- ab 1712: Heiliges Römisches Reich, Fürstentum Waldeck, Amt Eilhausen
- ab 1807: Fürstentum Waldeck, Amt Eilhausen
- ab 1814: Fürstentum Waldeck, Oberamt der Diemel (Sitz in Arolsen)
- ab 1816: Fürstentum Waldeck, Oberjustizamt der Diemel (Sitz in Rhoden)
- ab 1850: Fürstentum Waldeck-Pyrmont (seit 1849), Kreis der Twiste (Sitz bis 1857 in Mengeringhausen, dann in Arolsen)[Anm. 1]
- ab 1867: Fürstentum Waldeck-Pyrmont (Akzessionsvertrag mit Preußen), Kreis der Twiste
- ab 1871: Deutsches Reich, Fürstentum Waldeck-Pyrmont, Kreis der Twiste
- ab 1919: Deutsches Reich, Freistaat Waldeck-Pyrmont, Kreis der Twiste
- ab 1929: Deutsches Reich, Freistaat Preußen, Provinz Hessen-Nassau, Regierungsbezirk Kassel, Kreis der Twiste
- ab 1942: Deutsches Reich, Freistaat Preußen, Provinz Hessen-Nassau, Regierungsbezirk Kassel, Landkreis Waldeck
- ab 1944: Deutsches Reich, Freistaat Preußen, Provinz Kurhessen, Regierungsbezirk Kassel, Landkreis Waldeck
- ab 1945: Deutsches Reich, Amerikanische Besatzungszone, Groß-Hessen, Regierungsbezirk Kassel, Landkreis Waldeck
- ab 1946: Deutsches Reich, Amerikanische Besatzungszone, Hessen, Regierungsbezirk Kassel, Landkreis Waldeck
- ab 1949: Bundesrepublik Deutschland, Hessen, Regierungsbezirk Kassel, Landkreis Waldeck
- ab 1972: Bundesrepublik Deutschland, Hessen, Regierungsbezirk Kassel, Landkreis Waldeck, Stadt Diemelstadt
- ab 1974: Bundesrepublik Deutschland, Hessen, Regierungsbezirk Kassel, Landkreis Waldeck-Frankenberg, Stadt Diemelstadt

### Bevölkerung
Einwohnerstruktur 2011
Nach den Erhebungen des Zensus 2011 lebten am Stichtag dem 9. Mai 2011 in Hesperinghausen 462 Einwohner. Darunter waren 9 (1,9 %) Ausländer.
Nach dem Lebensalter waren 87 Einwohner unter 18 Jahren, 186 waren zwischen 18 und 49, 111 zwischen 50 und 64 und 78 Einwohner waren älter.
Die Einwohner lebten in 192 Haushalten. Davon waren 48 Singlehaushalte, 57 Paare ohne Kinder und 69 Paare mit Kindern, sowie 12 Alleinerziehende und keine Wohngemeinschaften. In 36 Haushalten lebten ausschließlich Senioren und in 135 Haushaltungen leben keine Senioren.
Einwohnerentwicklung
 Quelle: Historisches Ortslexikon
- 1541: 19 Häuser
- 1620: 28 Häuser
- 1650: 16 Häuser
- 1738: 28 Häuser
- 1770: 33 Häuser, 185 Einwohner

| Hesperinghausen: Einwohnerzahlen von 1770 bis 2020 | Hesperinghausen: Einwohnerzahlen von 1770 bis 2020 | Hesperinghausen: Einwohnerzahlen von 1770 bis 2020 | Hesperinghausen: Einwohnerzahlen von 1770 bis 2020 | Hesperinghausen: Einwohnerzahlen von 1770 bis 2020 |
| --- | -------------------------------------------------- | -------------------------------------------------- | -------------------------------------------------- | -------------------------------------------------- |
| Jahr |                                                    |                                                    |                                                    | Einwohner                                          |
| 1770 | 1770                                               |                                                    | 185                                                | 185                                                |
| 1800 | 1800                                               |                                                    | ?                                                  | ?                                                  |
| 1834 | 1834                                               |                                                    | 340                                                | 340                                                |
| 1840 | 1840                                               |                                                    | 351                                                | 351                                                |
| 1846 | 1846                                               |                                                    | 373                                                | 373                                                |
| 1852 | 1852                                               |                                                    | 405                                                | 405                                                |
| 1858 | 1858                                               |                                                    | 405                                                | 405                                                |
| 1864 | 1864                                               |                                                    | 419                                                | 419                                                |
| 1871 | 1871                                               |                                                    | 408                                                | 408                                                |
| 1875 | 1875                                               |                                                    | 402                                                | 402                                                |
| 1885 | 1885                                               |                                                    | 405                                                | 405                                                |
| 1895 | 1895                                               |                                                    | 472                                                | 472                                                |
| 1905 | 1905                                               |                                                    | 435                                                | 435                                                |
| 1910 | 1910                                               |                                                    | 433                                                | 433                                                |
| 1925 | 1925                                               |                                                    | 392                                                | 392                                                |
| 1939 | 1939                                               |                                                    | 372                                                | 372                                                |
| 1946 | 1946                                               |                                                    | 596                                                | 596                                                |
| 1950 | 1950                                               |                                                    | 537                                                | 537                                                |
| 1956 | 1956                                               |                                                    | 445                                                | 445                                                |
| 1961 | 1961                                               |                                                    | 440                                                | 440                                                |
| 1967 | 1967                                               |                                                    | 442                                                | 442                                                |
| 1980 | 1980                                               |                                                    | ?                                                  | ?                                                  |
| 1990 | 1990                                               |                                                    | ?                                                  | ?                                                  |
| 2000 | 2000                                               |                                                    | ?                                                  | ?                                                  |
| 2011 | 2011                                               |                                                    | 462                                                | 462                                                |
| 2020 | 2020                                               |                                                    | 458                                                | 458                                                |
| Datenquelle: Historisches Gemeindeverzeichnis für Hessen: Die Bevölkerung der Gemeinden 1834 bis 1967. Wiesbaden: Hessisches Statistisches Landesamt, 1968. Weitere Quellen: LAGIS; Zensus 2011 |                                                    |                                                    |                                                    |                                                    |

Religionszugehörigkeit
| • 1885: | 467 evangelische (= 98,94 %), fünf katholische (= 1,06 %) Einwohner |
| • 1961: | 397 evangelische (= 90,23 %), 35 katholische (= 7,95 %) Einwohner   |

## Kultur und Sehenswürdigkeiten

### Bauwerke
• Kirche (evangelisch): Vom mittelalterlichen Kirchbau befinden sich nur noch Reste im Turm und in der Westwand des Langhauses. 1761 wurde ein neues Schiff aus Fachwerk angebaut und vermutlich um 1840 umgebaut. Gesamtrestaurierungen fanden 1900, 1933 und 1997 statt.

### Vereine
Der Ort Hesperinghausen ist von einem regen Vereinsleben geprägt. So beheimatet der Ort derzeit 6 aktive Vereine.
- Schützenverein: Im zweijährigen Rhythmus wird das Schützenfest in Hesperinghausen ausgerichtet. Insbesondere die Art des Vogelschießens ist hierbei eine Besonderheit. So wird mit einer Armbrust auf den Holzvogel geschossen. Im Jahr 2019 feierte der Schützenverein sein 150-jähriges Jubiläum, zu welchem auch eine Chronik (aufbauend auf der Schützenchronik aus 1994) erstellt wurde.
- Gesangverein: Highlight des Jahres ist das Sängerfest.
- Shanty Chor
- Feuerwehr
- Sportverein: Es besteht seit den 1990er Jahren eine Spielgemeinschaft mit den Nachbarorten Helmighausen und Neudorf im Roten Land. Derzeit stellt die SG 2 Seniorenmannschaften (Kreisliga B und Kreisliga C Waldeck).
- DRK Hesperinghausen